# Cécile Thibaut
Cécile Thibaut (Namen, 22 maart 1967) is een Belgisch Waals politica van Ecolo.

## Levensloop
Als licentiaat in de biologie en geaggregeerde voor het hoger secundair onderwijs aan de Universiteit van Namen werd Thibaut beroepshalve leerkracht.
Ze werd politiek actief voor Ecolo en werd provinciaal secretaris van de partijafdeling in Luxemburg. Ook was ze van 2001 tot 2009 en van 2012 tot 2014 gemeenteraadslid van Etalle. Sinds 2018 is ze OCMW-raadslid in deze gemeente.
Van 2009 tot 2019 was ze voor Ecolo gecoöpteerd senator in de Belgische Senaat. In mei 2019 werd ze verkozen tot lid van de Kamer van volksvertegenwoordigers voor de kieskring Luxemburg. Thibaut was hiermee het eerste Luxemburgse Kamerlid voor Ecolo. Ze besloot op voorhand om de zittingsperiode niet volledig uit te doen en in september 2021, toen de eerste helft van de legislatuur bijna voorbij was, verliet ze de Kamer ten voordele van eerste opvolger Olivier Vajda. Van juni 2019 tot oktober 2020 en van maart tot september 2021 was ze ondervoorzitster van de Kamer.